# Kerakalamatti, Badami
Kerakalamatti là một làng thuộc tehsil Badami, huyện Bagalkot, bang Karnataka, Ấn Độ.